# Lymanopoda panacea
Lymanopoda panacea är en fjärilsart som beskrevs av William Chapman Hewitson 1869. Lymanopoda panacea ingår i släktet Lymanopoda och familjen praktfjärilar. Inga underarter finns listade i Catalogue of Life.